# Grégoire Vallancien
Pour les articles homonymes, voir Valencien.
Grégoire Vallancien, né le 2 juin 1970 à Paris, est un auteur et un illustrateur de littérature jeunesse français.
Il a publié plusieurs dizaines d'ouvrages, depuis 1995. 

## Œuvres
Albums
- Kangourou est en retard, Tikinbou, 1995
- Arsène et le potager magique, texte et illustrations, Lire c'est partir, 2004
- La sorcière de Manhattan, texte et illustrations, Lire c'est partir, 2010

(Adaptation théâtrale Lola et la sorcière de Manhattan en 2014 )
- Aâmet  La petite fille qui voulait devenir scribe, texte et illustrations, Lire c'est partir, 2012
- Hippo et Rhino, texte et illustrations, Lire c'est partir 2013
- Lucie et son petit mammouth, coécrit avec Karine Tournade, Lire c'est partir 2014
- Tim et le Sans-Nom - Un voyage dans les oeuvres de Paul Klee, écrits par Nancy Guilbert, Léon Art & Stories, 2015
- L'ogre des livres - Un voyage dans les oeuvres de Jérôme Bosch, écrits par Rémi David, Léon Art & Stories, 2019
- Le roi viking qui avait peur de tout, texte et illustrations, Lire c'est partir 2020
- Annabelle et Nana sous la lune, livre musical, chansons d'Annabelle Mouloudji, éditions Bayard Musique, 2024

Série
- Ma première mythologie, une dizaine de titres, écrits par Hélène Kérillis, Hatier Jeunesse, 2013 - en cours

Romans
- Enquête à Hong Kong, éditions ZTL, 2018
- Course-poursuite à Hollywood, éditions ZTL, 2019
- Le fantôme de l'Antarctique, éditions ZTL, 2021
- Le mystère des 3 tableaux, Lire c'est partir 2021
- L'espoir en bandoulière, éditions ZTL, 2023
- Panique à la tour Eiffel, Lire c'est partir 2023